# 2е-Валтермонд
2е-Валтермонд (нід. 2e Valthermond) — селище в нідерландській провінції Дренте, назва якого буквально перекладається як Другий Валтермонд. До 2009 року офіційною назвою була повна назва населеного пункту — нід. Tweede Valthermond. Входить до муніципалітету Боргер-Одорн.
Його площа становить 5,35 км², а населення станом на 2021 рік складало 100 осіб.
Перша згадка про населений пункт датується 1899 роком.